# Колпіно
Ко́лпіно (рос. Колпино) — місто в Росії, муніципальне утворення у складі Колпінського району міста федерального значення Санкт-Петербурга, місто військової слави Росії (з 5 травня 2011 року). Головне підприємство міста — «Іжорський завод». Населення — 144 801 чол. (2015).
Розташовано на Приневській низині, на річці Іжора (ліва притока Неви), в 26 км на південний схід від історичного центру Санкт-Петербурга. Знаходиться на залізничній магістралі Москва — Санкт-Петербург.

## Фізико-географічні відомості
Місто розташоване на Приневській низовині по лівому березі річки Неви і в нижній течії річки Іжори.
Клімат у Колпіно помірний і вологий, перехідний від морського до континентального. Тривалість дня змінюється від 5 годин 51 хвилини в зимове сонцестояння до 18 годин 50 хвилин в літнє сонцестояння. Для міста характерна часта зміна повітряних мас, зумовлена в значній мірі циклонічної діяльністю. Влітку переважають західні і північно-західні вітри, взимку західні і південно-західні. Клімат у Колпіно аналогічний клімату Санкт-Петербурга.
Всі великі підприємства знаходяться на схід і на північ від житлової частини міста. Переважний напрямок вітру протягом року з південного заходу і заходу, де великі простори займають поля і ліси. Тому промислові забруднення, як правило, зносяться вітром від житлової частини.
Головним забруднювачем повітря екологи вважають Усть-Іжорський фанерний комбінат (оксид вуглецю).
У Іжору через 9 стоків щорічно потрапляє близько 39 млн кубометрів стічних вод, в основному це відходи від побутових потреб
|                      |                                                         |                 |
| Комсомольський канал | Троїцький собор на березі Іжори, Великий Іжорський міст | Вулиця Раумська |

## Демографія
За даними Федеральної служби державної статистики по Санкт-Петербургу чисельність населення в Колпіному на 1.01.2008 року склала 143,8 тисяч осіб, у тому числі чоловіків — 65,8 тисячі, жінок — 78 тисяч. Загальний коефіцієнт народжуваності у 2008 році збільшився і склав 9,9 народжених на 1000 чоловік населення. Незважаючи на збільшення народжуваності та зменшення показника природного спаду населення, динаміка населення поки залишається негативною, тобто число померлих перевищує число народжених. Найгострішою демографічною проблемою є проблема низької тривалості життя, багато в чому обумовленої високим показником смертності громадян (особливо чоловіків) працездатного віку. Основні причини в структурі смертей: смерті від хвороб органів кровообігу (60,4 % усіх смертей), смерть від новоутворень (17,1 %), від нещасних випадків, травм і отруєнь (9,8 %).

## Історія
Перше поселення на території міста виникло в 1710 році, коли на річці Іжори, в 11 верстах від гирла (сьогодні на цьому місці розташовується радгосп ім. Тельмана), за наказом князя Меншикова звели греблю і перенесли млин для розпилювання лісу, що йде на будівництво кораблів.
За даними на 1852 рік у Колпіному проживало: православних чоловіків 1833 людини, а жінок — 874, католиків відповідно 288 чоловіків і 10 жінок, лютеран — 139 і 51, протестантів — 11 і 7, євреїв — 134 і 79, магометан — 11 і 9 . Всього разом з дітьми в Колпіному проживало 5261 осіб.
|                                                         | |                                                                        | |
| Залізничний вокзал в Колпіно. Фото початку 1890-х років | Притулок Св. Миколая Чудотворця (Нині Школа мистецтв ім. П. І. Чайковського на Комсомольському каналі). Фото 1900-х років | Вид з собору Святої Трійці на Микільську вулицю (нині вулиця Червона). | Вид на Царскосельский проспект (нині проспект Леніна) з вежі Заводоуправління. Праворуч - Міська лікарня, Зліва - Морське збори, далеко зліва церква Вознесіння Господнього. Фото 1914 року |

### Радянський період
9 травня 1918 радянська влада вперше застосувала зброю проти пролетаріату, розстрілявши в Колпіно робітників, які протестують проти політики більшовиків.
В ході Сталінського Великого терору 1937—1938 років, за наявними даним, було знищено 314 жителів м. Колпіно.
З початком Німецько-рядянської війни (східноєвропейський театр Другої світової війни) лінія фронту проходила в безпосередній близькості від території заводу, який піддавався ворожим артобстрілам (до 1944 року в Колпіно з 2183 будинків збереглося 327). У кварталах Колпина і на його бульварах розірвалося 140 939 снарядів і 436 авіабомб.
Після зняття блокади люди тулилися в підвалах, землянках, в уцілілих і пристосованих для житла частинах цехів. У 1947 році починається будівництво шлакоблочних будинків. Будівництво таких будинків в різних архітектурних варіантах тривало до початку 1950-х років. З початку 1960-х років почалося масове будівництво панельних будинків («хрущовки»).
Після війни на території міста було побудовано кілька нових підприємств: Комбінат будівельних матеріалів (1959, в 1974 році увійшов до об'єднання Колпинский комбінат будівельних матеріалів), завод «Сантехарматура» (1961, у подальшому перейменований в Ливарно-механічний завод), Домобудівний комбінат № 5 (1962), завод «Стройполімер» (1968), Колпінський швейна фабрика (1971, в 1976 році увійшла до складу швейного об'єднання імені М. М. Володарського).
У 1988 році був відкритий театрально-концертний зал Палацу культури і техніки на 780 місць. Тут же в 1991 році розмістився Музей історії Іжорських заводів.
У листопаді 2010 року на майданчику Іжорських заводів був відкритий завод «ММК-Інтеркос» з постачання штампованих комплектуючих виробникам автомобілів і побутової техніки. Належить Магнітогорському металургійному комбінату, інвестиції склали близько 4 млрд рублів, потужність — 250 000 т в рік.

### Історія назви
Існує кілька версій назви міста:
- Наукова — з балтійсько-слов'янського колпь — дикий гусак, лебідь, колпиця — молода самка лебедя (лебідонька).
- Легенда — від поєднання рос. кол («кіл») і піно (по-фінськи — «болото»): Петро I в цьому місці спіткнувся об осиковий кілок[4].

## Економіка
Сьогоднішнє Колпіно — це розвинутий промисловий район Санкт-Петербурга. Тут зосереджено понад тридцять великих промислових, транспортних і будівельних підприємств. Більше 80 % обороту всіх організацій Колпіно припадає на обробні виробництва, хоча в структурі підприємств обробні підприємства займають лише 17,1 %. 
Через Колпіно проходить залізнична лінія Санкт-Петербург — Москва, у межах міста розташовані станція Колпіно і платформа Іжорський завод.
Для гостей міста існує ряд невеликих готелів «Піраміда», «Русь готель», «Затишна», «Берег», «Інграм». Є і своя служба бронювання номерів і апартаментів.

## Органи влади
З усіх 111 муніципальних утворень Санкт-Петербурга колпинское — найбільше. Історія місцевого самоврядування почалася в 1881 році, коли в Колпіно з'явилася Посадська Дума. Сучасний орган місцевого самоврядування — Муніципальна Рада — функціонує з 1998 року. В результаті виборів 1 березня 2009 року був обраний новий склад IV скликання (з 20 депутатів: 8 — від «Єдиної Росії», 1 — від «Справедливої Росії», 11 — самовисуванці)
У місті знаходиться Адміністрація Колпинского району. Голова адміністрації району з грудня 2014 року — Повелий Анатолій Анатолійович

## Сучасний період
З початком перебудови в Колпіно активізувалася демократична громадськість. Під час виборів 1989 року народних депутатів СРСР жителі району забалотували висуванця від КПРС голови Ленгорисполкома В. Я. Ходирєва. Під час демонстрації 7 листопада демократичні сили виступили окремою колоною (кілька сот чоловік) зі своїми гаслами, серед яких — «Вічна пам'ять жертвам Жовтня!», «Чого будемо кричати „Ура!“?», «Геть сановників на трибунах!»
У 1988 році був відкритий театрально-концертний зал Палацу культури і техніки на 780 місць. Тут же в 1991 році розмістився Музей історії Ижорских заводів.
У 1991 році постановою Ленгорисполкома будівля кінотеатру «Зоря» було повернуто Російської православної церкви. У квітні 1991 року був відслужений перший подячний молебень. Почалася реставрація церкви Вознесіння Господнього.
У 1994—1996 роках були введені перша і друга черги нових головних водопровідних споруд в селищі Корчмино. З кінця 1990-х років багато сил було витрачено на благоустрій міста. Успіхи були відзначені на Всеросійських конкурсах на звання «Найбільш упоряджений місто в Росії» в 2001 і 2002 роках, на яких Колпіно займало друге місце серед міст-учасників з чисельністю населення від 100 до 300 тисяч жителів. У 1990-х роках на західній околиці Колпина була побудована дитяча міська лікарня № 22, зубопротезне відділення стоматологічної поліклініки № 18, другий корпус поліклініки на Павлівській вулиці, велика двоповерхова будівля нового колпинского моргу.
На південь від Заводського проспекту на полях радгоспу Детскосельскій (територія Пушкінського району) навесні 2007 року почалося будівництво нового малоповерхового житлового району для військовослужбовців «Нова Іжора». На площі 2,85 км² повинно бути побудовано близько 6 тисяч будинків, загальною площею житлового фонду 500 тисяч м2 з повною інфраструктурою.
24 червня 2009 року Комітет з освіти, культури і науки Законодавчих Зборів Санкт-Петербурга ухвалив рішення винести на розгляд ЗакСа проект постанови "Про Звернення Законодавчих Зборів Санкт-Петербурга до Президента Російської Федерації Д. А. Медведєву з клопотанням про присвоєння місту Колпіно почесного звання Російської Федерації «Місто військової слави»"Указом Президента Російської Федерації від 5 травня 2011 року № 587 «за мужність, стійкість і масовий героїзм, проявлені захисниками міста в боротьбі за свободу і незалежність Вітчизни» місту Колпіно присвоєно почесне звання Російської Федерації «Місто військової слави». У 2014 р. випущена пам'ятна монета вартості десять карбованців «Колпіно» в серії «Міста військової слави»
У листопаді 2010 року на майданчику Ижорских заводів був відкритий завод «ММК-Интеркос» з постачання штампованих комплектуючих виробникам автомобілів і побутової техніки. Належить Магнітогорському металургійному комбінату, інвестиції склали близько 4 млрд рублів, потужність — 250 000 т на рік.

## Персоналії
- Маркіна Зіновія Семенівна (1906—1993) — радянський, російський сценарист, актриса
- Боярський Микола Олександрович (1922—1988) — радянський кіно- і театральний актор.

## Міста-побратими
- Раума,  Фінляндія (з 1965 р.).